# Афина с эгидой
Афина с эгидой — античная скульптура Афины с эгидой, дважды перекрёстно облегающей богиню.
В настоящее время статуя представлена в берлинском Античном собрании, её инвентарный номер AvP VII 22.

## История
Статуя была найдена в 1880 году во время раскопок, проводимых немецким археологом Карлом Хуманом на территории Пергама в одном из портиков недалеко от святилища Афины, рядом с Lady of Pergamon. Эта территория, возможно, была художественным собранием (museion) царей династии Атталидов. При обнаружении скульптуры на ней имелись следы краски: эгида имела части с синими оттенками, змеи были красными, а на одежде были фрагменты других цветов. Эти цветные следы больше не видны, за исключением подошв её туфель. Статуя была в основном цела, за исключением правой руки и одной из складок драпировки. Левая рука была восстановлена из нескольких фрагментов. Голова была найдена только через несколько месяцев после обнаружения тела (к северу от портика в 1881 году) и была более повреждена, чем остальная часть статуи. Голова была подреставрирована и прикреплена к статуе. В результате репараций после поражения Германии во Второй мировой войне Советский Союз вывез скульптуру на свою территорию, но голова Афины была навсегда утеряна. После 1955 года статуя Афины была возвращена Германии. На месте её оригинальной головы находится гипсовый слепок.
Скульптура «Афины с эгидой» следует классическим типам около 430—420 годов до н. э., но на самом деле она была сделана в эллинистический период, около 150 года до н. э. Положение головы и правой руки в сочетании с расположением правой ноги предполагает энергичное движение богини. Левая нога согнута, колено вытянуто вперед. То, как сидит на ней одежда, также наводит на мысль о напряженном беспокойстве. По составу и исполнению статуя сочетает классическую модель с новыми идеями эллинистического века. Некоторые детали её одежды, по-видимому, происходят от большого фриза («Гигантомахия») Пергамского алтаря. Существует также связь со статуей Афины, которую Мирон из Елевфер сделал на острове Самос и которую многие археологи хотели бы считать её копией.

## Описание
Афина стоит в сандалиях на основании. На ней находится дорический пеплос, который оставляет её руки свободными и ниспадает на её бедра. С правого бока богини он выглядит элегантными плавными складками. Необычная форма эгиды в виде креста стала причиной названия статуи. Он состоит из двух отдельных эгид, которые проходят под мышками, перекрещиваясь на груди и на спине сзади. На нижнем краю полосок эгиды есть небольшие изгибы, из которых появляются маленькие змеи. Они частично вырезаны в виде рельефа и обвивают друг друга. Там, где пересекается эгида, есть изображение Горгонейона (от сглаза), изображенного в виде броши. Волосы Афины предположительно были изображены в виде локон, связанные на затылке. Из сохранившейся недостающей правой руки очевидно, что она была согнутой. Поскольку голова также слегка повернута вправо и вниз, искусствоведами было высказано предположение, что богиня держала в руке маленькую фигурку Ники или копье. Некоторые специалисты предполагают, что в её левой руке могли быть копье, шлем или щит.
Высота статуи — 187 см, выполнена она из мелко-кристаллического мрамора, имеющего слегка желтовато-серый оттенок.